# Máté Pátkai
Máté Pátkai (ur. 6 marca 1988 w Szentendre) – węgierski piłkarz grający na pozycji pomocnika w Videoton FC.

## Kariera klubowa
Karierę juniorską spędził w Góliát FC, Budapesti Vasutas SC, Vasasu Budapeszt, Goldball FC i MTK Budapeszt. W tym ostatnim klubie grał od 2003. W dorosłej drużynie MTK zadebiutował 27 października 2006 w meczu z Videotonem. 22 maja 2007 w meczu z Győri ETO strzelił pierwszego gola dla tej drużyny. W listopadzie 2008 zerwał więzadła w kolanie; do gry wrócił miesiąc później. Latem 2011 zdecydował o nieprzedłużaniu umowy z MTK. W styczniu 2012 został zawodnikiem Győri ETO. W czerwcu 2015 podpisał trzyletni kontrakt z Videotonem.

## Kariera reprezentacyjna
Pátkai grał w reprezentacjach Węgier do lat 20 i 21. W seniorskiej kadrze zadebiutował 16 października 2012 w meczu eliminacji do MŚ 2014 z Turcją. Wszedł w przerwie meczu za Ákosa Eleka.

## Życie prywatne
Jest żonaty z Judit Pátkainé Simoray, z którą ma dwoje dzieci: Rékę i Máté. Posługuje się językiem angielskim.

## Osiągnięcia
- Mistrzostwo Węgier (2): 2008, 2013
- Wicemistrzostwo Węgier (1): 2007